# 政党标志

2016年美国总统选举结果地图，红色代表共和党特朗普/彭斯组合获胜的州，蓝色代表民主党希拉里/凯恩组合获胜的州。红蓝两色分别是两党的代表色

政党标志包括党旗、党徽、党歌、代表色、吉祥物以及象征物等不同类型的标志。除官方标志外，亦可能是约定俗成而产生，例如做为美国共和党、民主党两党标志的驴象即源于美国政治漫画家托马斯·纳斯特的创作。

## 党旗、党徽
党旗和党徽是常见的政党标志，但不是所有政党都会使用这类标志。在中国大陆境内，合法政党中，除中国共产党拥有党旗、党徽外，其余八大民主党派均未使用党旗、党徽。
在一党专政的国家中，尤其是黨國體制下，执政党的政党标志与国家标志之间有着高度相关性。两者同时出现时，又有着敏感性。2017年庆祝中国人民解放军建军90周年阅兵中，因中国共产党党旗领先于中华人民共和国国旗，备受争议。

## 代表色
选择何种代表色，通常由自身历史或党派倾向决定。譬如，传统左翼政党使用红色作为代表色。

## 吉祥物
与党旗、党徽相比，使用吉祥物，主要是为在民众中塑造亲切、友善的政党形象。至于所起的作用，各方有不同的观点。

## 图例

### 党旗
- 马华党旗
- 中国国民党党旗
- 中国共产党党旗
- 朝鲜劳动党党旗
- 美国共和党党旗

### 党徽
- 中国国民党党徽
- 朝鲜劳动党党徽
- 中国共产党党徽
- 苏联共产党党徽
- 美国共和党政党标志
- 美国民主党政党标志

### 党歌
| 国家           | 政党                   | 党歌                         | 注释 |
| -------------- | ---------------------- | ---------------------------- | --- |
|                | 朝鲜劳动党             | 《朝鮮勞動黨萬歲》（非正式） | |
| 中华人民共和国 | 中国共产党             | 《国际歌》（非正式）         | 依傳統，每次中國共產黨全國代表大會及地方各級代表大會閉幕時，和中國共產黨的重大活動結束時，都會演奏《國際歌》。 |
| 香港           | 社會民主連線           | 《戰歌》                     | 次文化堂社長彭志銘作詞，香港立法會體演文出界候選人周博賢作曲。                                                 |
| 香港           | 熱血公民               | 《香港城邦歌》（非正式）     | 壹熾作曲、編曲，陳雲作詞。                                                                                     |
| 香港           | 民主建港協進聯盟       | 《真誠為香港》               | 香港樂壇天后梅艷芳灌錄。                                                                                       |
| 香港           | 自由黨                 | 《自由之歌》                 | |
| 香港           | 香港經濟民生聯盟       | 《跟你同行》                 | 雷頌德作曲，夏至填詞。                                                                                         |
| 中華民國       | 民主進步黨             | 《綠色旗升上天》             | 於民进黨全代會及各種相關活動上都會播放。                                                                       |
| 中華民國       | 中國國民黨             | 《三民主義歌》               | 1928年被採納為中國國民黨黨歌。於中國國民黨全國代表大會及各種相關活動上都會播放。                               |
| 中華民國       | 台灣基進               | 《咱站出來》                 | 於台灣基進各種相關活動上都會播放。                                                                             |
| 中華民國       | 民國黨                 | 《民國黨黨歌》               | 配有舞蹈。 |
| 东德           | 德國統一社會黨         | 《党之歌》                   | 是原德意志民主共和国执政党德国统一社会党的党歌。                                                               |
| 納粹德國       | 德國國家社會主義工人黨 | 《霍斯特·威塞尔之歌》        | 是原纳粹德国执政党纳粹党的党歌。                                                                               |
| 苏联           | 苏联共产党             | 《苏联共产党党歌》           | 蘇聯共產黨黨歌的旋律跟後來的蘇聯國歌旋律幾乎一樣，同是由亞歷山德羅夫作曲，填詞則由列别捷夫·库马契負責。        |
| 俄羅斯         | 俄羅斯自由民主黨       | 《偉大的俄羅斯》             | |
| 英国           | 工黨                   | 《紅旗》                     | 使用了19世紀的德國聖誕頌歌《哦，聖誕樹》的旋律。                                                               |
| 爱尔兰         | 工黨                   | 《紅旗》                     | 使用了19世紀的德國聖誕頌歌《哦，聖誕樹》的旋律。                                                               |
| 爱尔兰         | 社會民主工黨           | 《紅旗》                     | 使用了19世紀的德國聖誕頌歌《哦，聖誕樹》的旋律。                                                               |